# Louise Linder
Signe Emelie Louise Linder, född 31 maj 1963 i Oxelösunds församling, Södermanlands län, är en svensk präst och psykoterapeut.

## Biografi
Louise Linder växte upp i Oxelösund och är dotter till ingenjören Tom Linder och Gunilla, ogift Vult von Steijern. Hon är också barnbarnsbarn till tidningsmannen Mauritz Linder och Axel Hamilton på Tranåsbaden i Tranås. Som tonåring tänkte hon bli nunna och var en tid på ett kloster i England, men det blev andra planer och Louise Linder kom tillbaka till Sverige. Hon studerade vid Lunds universitet 1984 till 1989, prästvigdes samma år och blev komminister i Västra Karups församling.
Louise Linder är också legitimerad psykoterapeut och när hon i början av 1990-talet flyttade från Lund till Stockholm grundade hon konsultföretaget Prästbyrån som arbetar med existentiella och etiska frågor inom näringslivet. 2011 blev hon kyrkoherde i Kungsholms församling i Stockholm. Hon har sedan 2014 varit verksam inom utlandskyrkan, först som kyrkoherde i Florida och sedan som församlingsherde i San Francisco. Sedan hösten 2018 är Louise Linder tillbaka i Sverige.
Ett intresse runt de etiska dimensionerna kring utveckling av AI (Artificiell intelligens) ledde till magisteravhandlingen "AI-maskinernas autonomi –hot eller möjlighet?: Vilka etiska konsekvenser får relationenmellan AI-maskinen och människan?".
Hon var värd för Sommar i P1 fredagen den 12 juli 2013.
Louise Linder kom 2018 tvåa i valet av ny biskop för Visby stift.